# 铁门乡
铁门乡，是中华人民共和国重庆市梁平区下辖的一个乡镇级行政单位。

## 行政区划
铁门乡下辖以下地区：
新龙村、铁门村和长塘村。